# Serghei Covalciuc
Serghei Covalciuc, em moldávio Сергей Ковальчук (Odessa, 20 de janeiro de 1982) é um futebolista moldávio nascido na atual Ucrânia que atualmente joga no FC Tom Tomsk.
Nos tempos de URSS, seu nome era russificado para Sergey Sergeyevich Kovalchuk (Сергей Сергеевич Ковальчук, em russo).